# Monsieur Tranquille (série télévisée)
Monsieur Tranquille est une série télévisée québécoise pour enfants enregistrée en public, diffusée de septembre 1977 à 1978 sur le réseau TVA.

## Synopsis
À l'automne 1976, Roger Giguère crée la marionnette Monsieur Tranquille pour la série télévisée Patof voyage. La saison suivante, après un 45 tours et un album qui battent des records de vente, la direction de Télé-Métropole lui offre l'animation de sa propre série.
Dans cette nouvelle émission, Monsieur Tranquille est secondé par un personnage intello et enjoué, son ami Eugène, incarné par Jacques Desrosiers. Ces deux personnages aux antipodes vivent des aventures désopilantes, en plus de présenter les chroniques bricolage de leur ami Éric Mérinat, qui a d'ailleurs construit la marionnette Monsieur Tranquille.
La saison suivante, afin de rendre le personnage Monsieur Tranquille plus éducatif, la série Le Monde de Monsieur Tranquille est créée. Jacques Desrosiers a quitté le projet et Yvon Dufour est choisi pour incarner le seul personnage humain de la série. Malgré tous les efforts déployés du côté éducatif, cette série se révèle être un échec et est annulée à mi-saison.
La disparition de Patof puis de Tranquille  à la télévision marque la fin d'une longue tradition télévisuelle à Télé-Métropole, initiée en 1962 avec la série télévisée Capitaine Bonhomme.

## Fiche technique
- Titre : Monsieur Tranquille
- Réalisation : Pierre Sainte-Marie
- Recherche : Claude Leclerc
- Générique : Chez M. Tranquille (instrumental), puis Thème du quiz, parus sur l'album Monsieur Tranquille – Superstar
- Production : Télé-Métropole
- Durée : ? × 30 minutes
- Dates de diffusion :  Québec septembre 1977-1978

## Distribution
- Jacques Desrosiers : Eugène
- Marcel Giguère : Bruiteur
- Roger Giguère : Monsieur Tranquille
- Éric Mérinat : Bricoleur et marionnettiste (pour le chat Bigoudi entre autres)

## Discographie

### Albums
| Année | Album                           | Étiquette          | Classement | Notes          |
| ----- | ------------------------------- | ------------------ | ---------- | -------------- |
| 1977  | Monsieur Tranquille – Superstar | Les disques P.A.X. | —          |                |
| 1977  | Eugène – Les chansons d'Eugène  | T.M./P.A.X.        | —          | Album d'Eugène |

### Simples
| Année | Simple                              | Étiquette               | Classement | Notes           |
| ----- | ----------------------------------- | ----------------------- | ---------- | --------------- |
| 1977  | Pepperoni – La chanson des martiens | Les Disques P.A.X. inc. | no 21 —    |                 |
| 1977  | Les chats – Les abeilles            | TM PAX                  | — —        | Simple d'Eugène |

Voir les discographies de Roger Giguère et Jacques Desrosiers.